# Luc Léandry
 (avril 2023).
Il peut être nécessaire de l'améliorer pour respecter le principe de neutralité de point de vue. Veuillez consulter la page de discussion pour plus de détails.

 (février 2017).
Si vous disposez d'ouvrages ou d'articles de référence ou si vous connaissez des sites web de qualité traitant du thème abordé ici, merci de compléter l'article en donnant les références utiles à sa vérifiabilité et en les liant à la section « Notes et références ».
Luc Léandry est un auteur, compositeur, chanteur, producteur, réalisateur et musicien français né en Guadeloupe.

## Biographie
Luc Léandry se fait connaître à la fin des années 1980 avec son premier album intitulé Fanm bo kanal, alors que le zouk est en plein essor dans le monde francophone. Il devient dès lors l'une des figures de proue des productions Debs Music et s'entoure d'artistes comme Francky Vincent, Éric Brouta, Henri Debs, Jacob Desvarieux et Georges Décimus.
En 1994, il obtient le prix du maracas d'or avec le single Dans tes yeux, en tête des hits-parades, qui est diffusé par les radios et dans les discothèques.
En 1999 en collaboration avec Manu Dibango il interprète le titre Bondié Bon.
Installé à Paris depuis, il est producteur propriétaire de son studio et a fondé sa maison de production, Likid Production.

## Discographie

### Interprète et réalisateur
- Fanm bô kannal (1987)
- Alerte N°2 (1988)
- Punch Créole (1989)
- Super (1990)
- Top des tops unlimited (1992)
- Au top niveau (1992)
- I salé I sikré (1993)
- Machine-la (1995)
- Jump up (sa ka pit zouk) (1996)
- Nuit Blanche pour Une Musique Noire (1998)
- Voilà la chose (1998)
- Bien Glacé (1997)
- L'incontournable (1999)
- The King Of Zouk (1999)
- Peace and love (2000)
- More fire (2002) : avec Jeff Joseph
- Vazeline (2005)
- Unick (2006)
- The Coach (2009)
- Up Tempo (2013)
- All Stars (2014)
- BèKTéW (Album dédicace) (2015)
- Ici c'est le Zouk (Album Volcano)2017

### Réalisateur ou producteur
- On dot kout chenn / vol.1 (1992)
- On dot kout chenn / vol.2 (1994)
- On dot kout chenn / vol.3 (1995)
- Spice Zouk (1999)
- Les étoiles du zouk / vol.1 (2001)
- Les étoiles du zouk / vol.2 / Zouk à Grande Vitesse (2003)
- Les étoiles du Zouk / vol.3 / A chacun son tube (2005)
- Modestement (album de Fabert Thénard ; 2006)
- Une larme pour chaque pensée (album de Ruddy Brada ; 2006)
- Je t'ai choisi (album d'Amélie ; 2006)
- Les étoiles du zouk / vol.4 (2007)
- Big Faya (album de Big Tom ; 2007)
- Transe (album de Jean-Marc Louison et Leytie ; 2007)
- Club Caraïbes (2008)
- Top des tops (album de G.Seyo ; 2010)
- Les étoiles du zouk / vol.5 (2012)
- La vida et Ose (chansons de Malena R., disponibles en téléchargement légal ; 2012)
- On dot kout chen (vol. 6, 2013)
- Gwo Dada (titre de carnaval, disponible en téléchargement légal : 2015)
- Il y a du jambon pour tout le monde (titre de carnaval, disponible en téléchargement légal 2016)
- Mi Bagay La (2016) en duo avec Nestor Azérot (titre en téléchargement légal).
- Bektew, album, dédicace (2015)
- Ici c'est le Zouk, Volcano (2017)
- Luc leandry chante siw pa la (2022) de Jacob Desvarieux
- Midi minuit (2007), extrait de l'album Les étoiles du Zouk / vol.4
- Byzantime (2007), avec Big Tom, extrait l'album Les étoiles du Zouk / vol.4
- Week-end Caraïbes (2008), extrait de l'album Club Caraïbes
- Pa touché Vaval (2009), extrait de l'album Carnaval show
- Noël en Kompa (2009), avec Dicktam, extrait de l'album Moun a noel
- Plis fos pou Haïti (2010), avec G.Seyo, extrait l'album  tops de G.Seyo
- Medley Hits (2010), extrait de l'album Zouk Légende / vol. 3
- Pa kité lè la bawè (2012), E.Brouta, J.Desvarieux  Les étoiles du Zouk /vol.5
- Ti lolo (2012), avec Jeff Joseph, extrait de l'album Les étoiles du Zouk /vol.5
- Pa ka bwè dlo (2012), extrait de l'album Les étoiles du Zouk /vol.5
- Gwo Dada (2015) carnaval titre en téléchargement légal
- Il y a du jambon pour tout le monde (titre carnaval) 2016 en téléchargement
- Mi Bagay La (2016) avec Nestor Azerot en duo en téléchargement légal
- I Love Dominica (2016) hommage a la Dominique titre en téléchargement
- Adan Kanaval la (2017) carnaval titre en téléchargement légal
- Je me noie dans tes yeux (remix) (2017) titre en téléchargement légal
- Décolé mwen papa noel (2018) titre en téléchargement légal
- misié vaval (2019) titre en téléchargement légal
- voyé dlo la (2019) titre en téléchargement légal
- an ba koko la (remix)(2019) titre en téléchargement légal
- bét a kon'n (2021) titre en téléchargement légal
- black light (2021) titre en téléchargement légal
- l'ile aux belles eaux (2021) titre en téléchargement légal
- Soucé floup la (2022) titre en téléchargement légal
- Dis moi si tu m'aimes (2022) titre en téléchargement légal
- Pa touché coq en mwen (2022) titre en téléchargement légal

### Participations (en tant qu'interprète)
- Dégagé (1994), extrait de l'album On dot kout chenn / vol.1
- Medley (1994), avec Eric Brouta, extrait de l'album On dot kout chenn / vol.1
- Vyé soukounyan-la (1994), extrait de l'album On dot kout chenn / vol.1
- Cafrine (1995), extrait de l'album On dot kout chenn / vol.2
- Aki aka-African music (1995), extrait de l'album On dot kout chenn / vol.2
- Vi-la (1995), avec César Durcin, extrait de l'album On dot kout chenn / vol.2
- Atata (1995), extrait de l'album On dot kout chenn / vol.2
- Douvan (1995), avec Fabrice Dorville, extrait de l'album On dot kout chenn / vol.2
- O plis kolé (1995), avec Philippe Dilo, extrait de l'album On dot kout chenn / vol.2
- Espanyol-la (2000), avec Kool WG, extrait de l'album Excursions de Georges Décimus
- Dominik Gwada (2001), avec Jeff Joseph, extrait de l'album Les étoiles du Zouk / vol.1
- Bois Jolan (2001), extrait de l'album Les étoiles du Zouk / vol.1
- Sous le vent (2001), avec Axell Hill, extrait de l'album Les étoiles du Zouk / vol.1
- I salé (2003), avec Philipp Chuby Marc, extrait de l'album Les étoiles du Zouk / vol.2 / Zouk à Grande Vitesse
- Stress control (2003), avec Jean-Luc Guanel, extrait de l'album Les étoiles du Zouk / vol.2 / Zouk à Grande Vitesse
- Mwen vlé-y (2003), extrait de l'album Total party
- Synjha (2005), avec Vilsaint Obed et Florent Démétrius, extrait de l'album Les étoiles du zouk / vol.3 / À chacun son tube
- Ou sé nèg (2005), extrait de l'album Les étoiles du zouk / vol.3 / À chacun son tube
- Bay la vwa (2005), extrait de l'album Les étoiles du zouk / vol.3 / À chacun son tube
- Souvenir de Maxo (medley) (2006), avec Sartana, Jacob Desvarieux, Jeff Joseph, Maxo, Eddy Negrit et Rambo, extrait de l'album Mi gaz mi de Sartana
- Fo-w montré-mwen (2006), avec Fabert Thénard, extrait de l'album Modestement de Fabert Thénard
- Midi minuit (2007), extrait de l'album Les étoiles du Zouk / vol.4
- Byzantime (2007), avec Big Tom, extrait de l'album Les étoiles du Zouk / vol.4
- Week-end Caraïbes (2008), extrait de l'album Club Caraïbes
- Pa touché Vaval (2009), extrait de l'album Carnaval show
- Noël en Kompa (2009), avec Dicktam, extrait de l'album Moun a Nwèl-Noël et bonne année en Kompa
- Plis fos pou Haïti (2010), avec G.Seyo, extrait de l'album Top des tops de G.Seyo
- Medley Hits (2010), extrait de l'album Zouk Légende / vol. 3
- Pa kité lè la bawè (2012), avec Éric Brouta, Jacob Desvarieux et Florent Démétrius, extrait de l'album Les étoiles du Zouk / vol.5
- Ti lolo (2012), avec Jeff Joseph, extrait de l'album Les étoiles du Zouk / vol.5
- Pa ka bwè dlo (2012), extrait de l'album Les étoiles du Zouk / vol.5
- Gwo Dada (2015) carnaval titre en téléchargement légal
- Il y a du jambon pour tout le monde (titre  carnaval) 2016 en téléchargement légal
- MiBagay La (2016) avec Nestor Azérot en duo en téléchargement légal
- I Love Dominica (2016) hommage au peuple dominicain après le cyclone titre en téléchargement légal
- Adan Kanaval la (2017) carnaval titre en téléchargement légal
- Je me noie dans tes yeux (Remix) (2017) titre en téléchargement légal
- Décolé mwen papa noel (2018) titre en téléchargement légal
- misié vaval (2019) titre en téléchargement légal
- voyé dlo la (2019) titre en téléchargement légal
- an ba koko la (remix)(2019) titre en téléchargement légal
- bét a kon'n' (2021) titre en téléchargement légal
- black light (2021) titre en téléchargement légal
- l'ile aux belles eaux (2021) titre en téléchargement légal
- Soucé floup la (2022) titre en téléchargement légal
- Dis moi si tu m'aimes (2022) titre en téléchargement légal
- Pa touché coq en mwen' (2022) titre en téléchargement légal

## Compilations
- Sucré salé (1997)
- Best of (1999)
- Le roi du zouk chiré (2007)
- The Legend (2011)
- La grande rencontre, Luc Léandry / Éric Brouta (2012)